# Pulicaria
Genre
Classification APG II (2003)
Pulicaria (les pulicaires) est un genre de plantes à fleurs de la famille des Asteraceae. Certaines de ses espèces sont appelées « Herbe Saint-Roch ».
Le botaniste Joseph Gaertner a défini ce genre en 1791 dans De fructibus et seminibus plantarum (Gaertner 1791, p. 461).

## Description
- Appareil reproducteur - Capitule possédant deux types de fleurs jaunes :
  - ligulées, femelles, sur un rang au bord
  - tubulées hermaphrodites au centre. Anthères portant 2 appendices filiformes à leur base.

Réceptacle dépourvu de paillettes.
Fruit surmonté d'une aigrette de soies et d'une couronne extérieure dentée ou laciniée.
Bractées de l'involucre libres, disposées sur plusieurs rangs et se recouvrant partiellement. Pas de bractéoles à la base des bractées.
- Appareil végétatif - Feuilles caulinaires alternes.

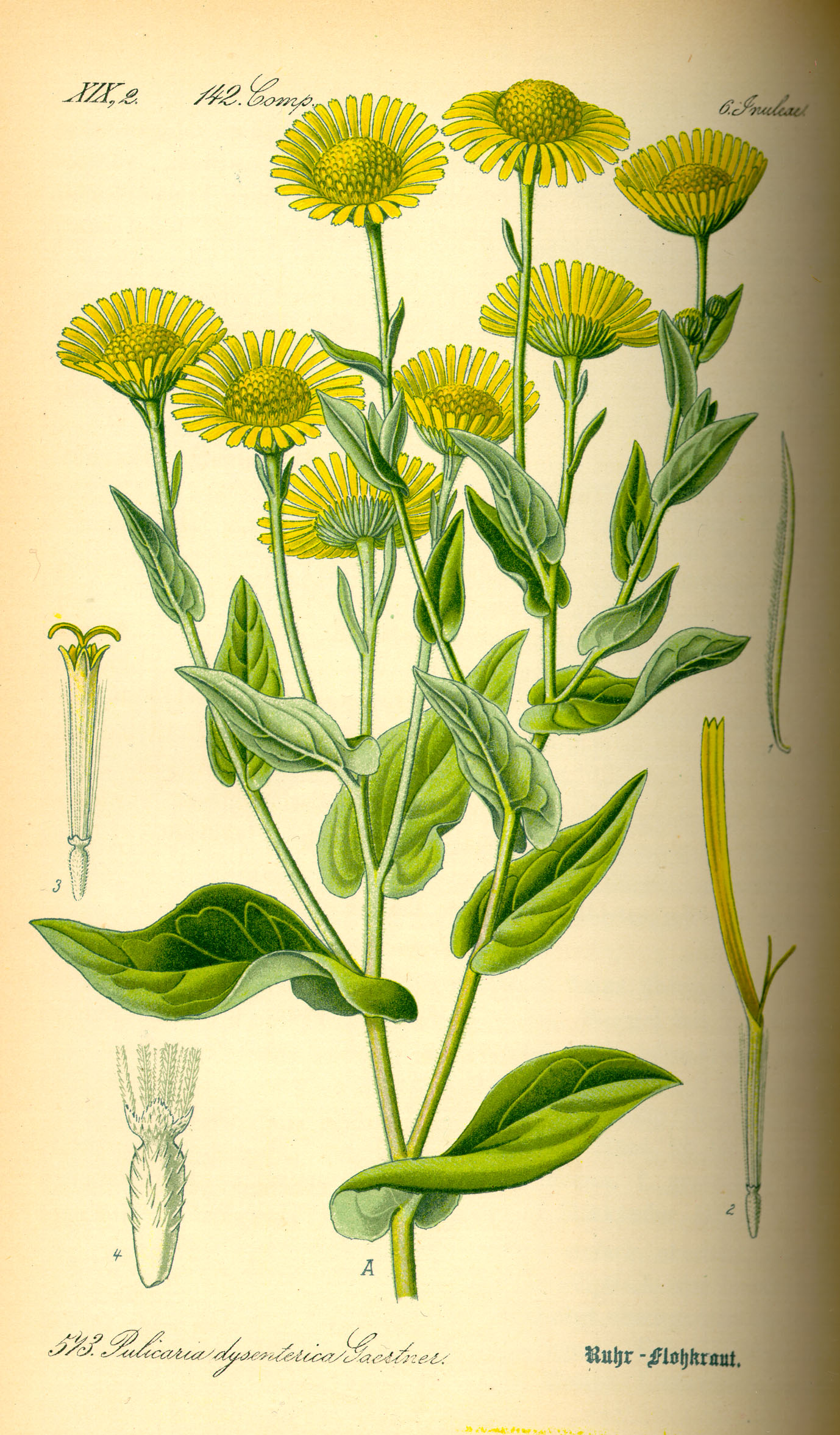
Pulicaria dysenterica

## Liste d'espèces
- Pulicaria adenensis Schweinf.
- Pulicaria albida E.Gamal-Eldin
- Pulicaria alveolosa Batt. & Trab.
- Pulicaria angustifolia DC.
- Pulicaria arabica (L.) Cass.
- Pulicaria argyrophylla Franch.
- Pulicaria attenuata Hutch. & B.L.Burtt
- Pulicaria aualites Chiov.
- Pulicaria aylmeri Baker
- Pulicaria boissieri Hook.f.
- Pulicaria burchardii Hutch.
- Pulicaria canariensis Bolle
- Pulicaria carnosa (Boiss.) Burkill
- Pulicaria chrysantha (Diels) Ling
- Pulicaria chudaei Batt. & Trab.
- Pulicaria clausonis Pomel
- Pulicaria collenettei (Wagenitz & E.Gamal-Eldin) N.Kilian
- Pulicaria confusa E.Gamal-Eldin
- Pulicaria crispa Sch.Bip.
- Pulicaria cylindrica (Baker) Schwartz
- Pulicaria diffusa (Shuttlew. ex S.Brunner) B.Peterson
- Pulicaria discoidea (Chiov.) N.Kilian
- Pulicaria dumulosa E.Gamal-Eldin
- Pulicaria dysenterica (L.) Gaertn.
- Pulicaria edmondsonii E.Gamal-Eldin
- Pulicaria filaginoides Pomel
- Pulicaria foliolosa DC.
- Pulicaria gabrielii N.Kilian
- Pulicaria glandulosa Caball.
- Pulicaria glaucescens (Boiss.) Jaub. & Spach
- Pulicaria glutinosa (Boiss.) Jaub. & Spach
- Pulicaria gnaphalodes (Vent.) Boiss.
- Pulicaria grantii Oliver & Hiern ex Oliver
- Pulicaria hildebrandtii Vatke
- Pulicaria incisa (Lam.) DC.
- Pulicaria insignis Drumm. ex Dunn
- Pulicaria inuloides (Poir.) DC.
- Pulicaria jaubertii E.Gamal-Eldin
- Pulicaria kurtziana Vatke
- Pulicaria laciniata (Coss. & Durieu) Thell.
- Pulicaria lhotei Maire
- Pulicaria mauritanica Batt.
- Pulicaria migiurtinorum Chiov.
- Pulicaria minor Druce
- Pulicaria monocephala Franch.
- Pulicaria odora (L.) Rchb.
- Pulicaria paludosa Link
- Pulicaria petiolaris Jaub. & Spach
- Pulicaria prostrata (Gilib.) Asch.
- Pulicaria rajputanae Blatt. & Hollb
- Pulicaria renschiana Vatke
- Pulicaria salviifolia Bunge
- Pulicaria scabra (Thunb.) Druce
- Pulicaria schimperi DC.
- Pulicaria sericea E.Gamal-Eldin
- Pulicaria sicula (L.) Moris
- Pulicaria somalensis O.Hoffm.
- Pulicaria steinbergii E.Gamal-Eldin
- Pulicaria undulata (L.) C.A.Mey.
- Pulicaria uniseriata N.Kilian
- Pulicaria volkonskyana Maire
- Pulicaria vulgaris Gaertn. –
- Pulicaria wightiana C.B.Clarke

## Protection
Pulicaria aromatica, Pulicaria dioscorides, Pulicaria diversifolia, Pulicaria elegans, Pulicaria filaginoides, Pulicaria lanata, Pulicaria stephanocarpa et Pulicaria vieraeoides sont des espèces en danger et sont par conséquent protégées.